# Mémia El Benna
Pour les articles homonymes, voir Benna.
Mémia El Benna ou Mamia Benna (arabe : مامية البنا), née en 1966 à Tunis, est une universitaire et femme politique tunisienne.

## Biographie
Issue avec son frère unique d'une famille modeste de Tunis, son père est fonctionnaire au ministère des Finances. Elle fait ses premières classes chez les Bonnes Sœurs de Nazareth, au centre de Tunis, puis au lycée de la rue de Russie. Elle obtient son baccalauréat en 1986 et opte pour la faculté des sciences de Tunis, où elle suit des études en chimie analytique, jusqu'à la soutenance de sa thèse de doctorat. Elle enrichit ses études par des recherches effectuées en France, où elle passe une année au Centre de recherche sur la matière divisée (CNRS) d'Orléans et une autre à l'Institut polytechnique de Grenoble.
Plus tard, après onze années en tant qu'enseignante au sein de la faculté des sciences de Bizerte (ar), elle obtient son habilitation et son titre de maître de conférences. Elle entre également à l'Institut supérieur des sciences et technologies de l'environnement de Borj Cédria, avant d'en être élue directrice au lendemain de la révolution de 2011. Elle est ministre de l'Environnemment dans le gouvernement Jebali.
Indépendante, elle adhère à Ettakatol en mai 2013.

## Vie famliale
Mémia El Benna Zayani est mariée et mère de deux filles et d'un garçon.